# Epiplema caerulimargo
Epiplema caerulimargo är en fjärilsart som beskrevs av Holloway 1976. Epiplema caerulimargo ingår i släktet Epiplema och familjen Uraniidae. Inga underarter finns listade i Catalogue of Life.